# Elseya
Elseya – rodzaj żółwi z rodziny matamatowatych (Chelidae).

## Zasięg występowania
Rodzaj obejmuje gatunki występujące w Australii, na Wyspach Salomona, Nowej Gwinei (Indonezja i Papua-Nowa Gwinea) i sąsiednich wyspach należących do Indonezji, w tym na Wyspach Aru.

## Systematyka

### Etymologia
Elseya: dr Joseph Ravenscroft Elsey (1834–1858), brytyjski chirurg, przyrodnik, podróżnik po północnej Australii w latach 1855–1856.

### Podział systematyczny
Do rodzaju należą następujące gatunki:
- Elseya albagula Thomson, Georges & Limpus, 2006
- Elseya auramemoria Joseph-Ouni, McCord & Dwyer, 2022
- Elseya branderhorsti (Ouwens, 1914)
- Elseya caelatus Joseph-Ouni & McCord, 2019
- Elseya dentata (J.E. Gray, 1863)
- Elseya eidolon Joseph-Ouni & McCord & Dwyer, 2022
- Elseya flaviventralis Thomson & Georges, 2016
- Elseya irwini Cann, 1997
- Elseya kalumburu Joseph-Ouni, McCord & Dwyer, 2022
- Elseya lavarackorum (White & Archer, 1994)
- Elseya nabire Joseph-Ouni & McCord, 2022
- Elseya novaeguineae (Meyer, 1874)
- Elseya papua Joseph-Ouni & McCord, 2022
- Elseya rhodini Thomson, Amepou, Anamiato & Georges, 2015
- Elseya schultzei (Vogt, 1911)